# Championnats d'Europe de karaté 2024
Navigation
Édition précédente Édition suivante
Les Championnats d'Europe de karaté 2024, cinquante-neuvième édition des Championnats d'Europe de karaté, ont lieu du 8 au 12 mai 2024 au Krešimir Ćosić Hall de Zadar en Croatie.
Les championnats d'Europe de para-karaté se tiennent également pendant cette compétition (K30 : Kata fauteuil roulant / K10 : Kata Déficient visuel / K21&K22 : Kata déficient intellectuel).

## Podiums

### Hommes
| Épreuve           | Or | Argent | Bronze |
| ----------------- | --- | --- | --- |
| Kata              | Ali Sofuoğlu (TUR) | Damián Quintero (ESP) | Anthony Vu (SWE) |
| Kata              | Ali Sofuoğlu (TUR) | Damián Quintero (ESP) | Alessio Ghinami (ITA) |
| Kata par équipe   | Turquie Ali Sofuoğlu Emre Vefa Göktaş Enes Özdemir                                                                                    | Espagne Salvador Cisneros Sergio Galán Raúl Martín Damián Quintero                                                                                       | Italie Mattia Busato Gianluca Gallo Alessio Ghinami Alessandro Iodice                                                          |
| Kata par équipe   | Turquie Ali Sofuoğlu Emre Vefa Göktaş Enes Özdemir                                                                                    | Espagne Salvador Cisneros Sergio Galán Raúl Martín Damián Quintero                                                                                       | Azerbaïdjan Rovshan Aliyev Ismayil Guliyev Hasanali Hasanov Roman Heydarov                                                     |
| Kumite −60 kg     | Christos-Stefanos Xenos (GRE) | Orges Arifi (ALB) | Ahmed El Amine Hellal (FRA) |
| Kumite −60 kg     | Christos-Stefanos Xenos (GRE) | Orges Arifi (ALB) | Eray Şamdan (TUR) |
| Kumite −67 kg     | Yves Martial Tadissi (HUN) | Nenad Dulović (MNE) | Huseyn Mammadli (AZE) |
| Kumite −67 kg     | Yves Martial Tadissi (HUN) | Nenad Dulović (MNE) | Georgios Baliotis (GRE) |
| Kumite −75 kg     | Ivan Martinac (CRO) | Daniele De Vivo (ITA) | Enes Bulut (TUR) |
| Kumite −75 kg     | Ivan Martinac (CRO) | Daniele De Vivo (ITA) | Tiago Duarte (POR) |
| Kumite −84 kg     | Konstantinos Mastrogiannis (GRE) | Brian Timmermans (NED) | Ivan Kvesić (CRO) |
| Kumite −84 kg     | Konstantinos Mastrogiannis (GRE) | Brian Timmermans (NED) | Valerii Chobotar (UKR) |
| Kumite +84 kg     | Anđelo Kvesić (CRO) | Matteo Avanzini (ITA) | Anes Bostandžić (BIH) |
| Kumite +84 kg     | Anđelo Kvesić (CRO) | Matteo Avanzini (ITA) | Mehdi Filali (FRA) |
| Kumite par équipe | Italie Andrea Minardi Lorenzo Pietromarchi Angelo Crescenzo Daniele De Vivo Michele Martina Matteo Avanzini Matteo Fiore Luca Maresca | Grèce Christos-Stefanos Xenos Athanasios Nikopoulos Evangelos Seremetakis Konstantinos Mastrogiannis Sergios Karvounis Georgios Baliotis Nikolaos Drivas | France Raybak Abdesselem Enzo Berthon Kilian Cizo Mehdi Filali Ryan Gari Thanh-Liêm Lê Adrian Marques Younesse Salmi           |
| Kumite par équipe | Italie Andrea Minardi Lorenzo Pietromarchi Angelo Crescenzo Daniele De Vivo Michele Martina Matteo Avanzini Matteo Fiore Luca Maresca | Grèce Christos-Stefanos Xenos Athanasios Nikopoulos Evangelos Seremetakis Konstantinos Mastrogiannis Sergios Karvounis Georgios Baliotis Nikolaos Drivas | Ukraine Valerii Chobotar Stanislav Horuna Valerii Sonnykh Ryzvan Talibov Andrii Toroshanko Kostiantyn Tsymbal Andrii Zaplitnyi |

### Femmes
| Épreuve           | Or                                                                              | Argent                                                                             | Bronze                                                                        |
| ----------------- | ------------------------------------------------------------------------------- | ---------------------------------------------------------------------------------- | ----------------------------------------------------------------------------- |
| Kata              | Dilara Bozan (TUR)                                                              | Terryana D'Onofrio (ITA)                                                           | Paola García Lozano (ESP)                                                     |
| Kata              | Dilara Bozan (TUR)                                                              | Terryana D'Onofrio (ITA)                                                           | Jasmin Jüttner (GER)                                                          |
| Kata par équipe   | Espagne María López Gema Ozuna Raquel Roy                                       | Italie Terryana D'Onofrio Michela Rizzo Elena Roversi                              | Turquie Damla Su Türemen Zehra Kaya Damla Pelit Elif Karaboğa                 |
| Kata par équipe   | Espagne María López Gema Ozuna Raquel Roy                                       | Italie Terryana D'Onofrio Michela Rizzo Elena Roversi                              | France Maï-Linh Bui Marie Bui Léa Severan                                     |
| Kumite −50 kg     | Ema Sgardelli (CRO)                                                             | Mihaela Mishovska (MKD)                                                            | Selva Küçükoğlu (TUR)                                                         |
| Kumite −50 kg     | Ema Sgardelli (CRO)                                                             | Mihaela Mishovska (MKD)                                                            | Erminia Perfetto (ITA)                                                        |
| Kumite −55 kg     | Mia Bitsch (GER)                                                                | Sonia Pereira (ESP)                                                                | Maria Stoli (GRE)                                                             |
| Kumite −55 kg     | Mia Bitsch (GER)                                                                | Sonia Pereira (ESP)                                                                | Tuba Yakan (TUR)                                                              |
| Kumite −61 kg     | Ingrida Bakos Suchánková (SVK)                                                  | Lejla Topalović (AUT)                                                              | Fatma Naz Yenen (TUR)                                                         |
| Kumite −61 kg     | Ingrida Bakos Suchánková (SVK)                                                  | Lejla Topalović (AUT)                                                              | Reem Khamis (GER)                                                             |
| Kumite −68 kg     | Alizée Agier (FRA)                                                              | Elena Quirici (SUI)                                                                | María Isabel Nieto (ESP)                                                      |
| Kumite −68 kg     | Alizée Agier (FRA)                                                              | Elena Quirici (SUI)                                                                | Elina Sieliemienieva (UKR)                                                    |
| Kumite +68 kg     | Johanna Kneer (GER)                                                             | Rochelle Walters (ENG)                                                             | Nancy Garcia (FRA)                                                            |
| Kumite +68 kg     | Johanna Kneer (GER)                                                             | Rochelle Walters (ENG)                                                             | Zala Maria Žibret (SVN)                                                       |
| Kumite par équipe | Allemagne Mia Bitsch Shara Hubrich Reem Khamis Johanna Kneer Madeleine Schröter | Italie Giulia Angelucci Anna Pia Desiderio Pamela Bodei Clio Ferracuti Viola Lallo | Turquie Sudenur Aksoy Eda Eltemur Gülbahar Gözütok Tuba Yakan Fatma Naz Yenen |
| Kumite par équipe | Allemagne Mia Bitsch Shara Hubrich Reem Khamis Johanna Kneer Madeleine Schröter | Italie Giulia Angelucci Anna Pia Desiderio Pamela Bodei Clio Ferracuti Viola Lallo | France Alizée Agier Léa Avazeri Thalya Sombe Jennifer Zameto                  |

## Tableau des médailles
- Pays organisateur ( Croatie)

| Rang  | Nation    | Or | Argent | Bronze | Total |
| ----- | --------- | -- | ------ | ------ | ----- |
| 1     | Turquie   | 3  | 0      | 7      | 10    |
| 2     | Allemagne | 3  | 0      | 2      | 5     |
| 3     | Croatie   | 3  | 0      | 1      | 4     |
| 4     | Grèce     | 2  | 1      | 2      | 5     |
| 5     | Espagne   | 1  | 3      | 2      | 6     |
| 6     | France    | 1  | 0      | 6      | 7     |
| 7     | Hongrie   | 1  | 0      | 0      | 1     |
| Total | Total     | 14 | 4      | 20     | 38    |

## liens externes
- Site officiel
- EKF Senior Karate Championships in Zadar (Croatia)